# Episodi di Doctor Who (serie televisiva 1963) (quindicesima stagione)
Questa voce contiene l'elenco dei 26 episodi della quindicesima stagione della serie TV Doctor Who, interpretata da Tom Baker nel ruolo del quarto Dottore. Questi episodi sono andati in onda nel Regno Unito dal 3 settembre 1977 all'11 marzo 1978 e sono invece del tutto inediti in Italia.
Come per tutte le stagioni della serie classica, gli episodi vengono suddivisi in "macrostorie" (in inglese, serial) con una propria continuità narrativa e un proprio titolo, qui indicato nella colonna "Titolo serial" della tabella.
| nº | Titolo originale         | Titolo italiano | Prima TV UK       | Prima TV Italia | Titolo serial        |
| -- | ------------------------ | --------------- | ----------------- | --------------- | -------------------- |
| 1  | Horror of Fang Rock I    |                 | 3 settembre 1977  |                 | Horror of Fang Rock  |
| 2  | Horror of Fang Rock II   |                 | 10 settembre 1977 |                 | Horror of Fang Rock  |
| 3  | Horror of Fang Rock III  |                 | 17 settembre 1977 |                 | Horror of Fang Rock  |
| 4  | Horror of Fang Rock IV   |                 | 24 settembre 1977 |                 | Horror of Fang Rock  |
| 5  | The Invisible Enemy I    |                 | 1º ottobre 1977   |                 | The Invisible Enemy  |
| 6  | The Invisible Enemy II   |                 | 8 ottobre 1977    |                 | The Invisible Enemy  |
| 7  | The Invisible Enemy III  |                 | 15 ottobre 1977   |                 | The Invisible Enemy  |
| 8  | The Invisible Enemy IV   |                 | 22 ottobre 1977   |                 | The Invisible Enemy  |
| 9  | Image of the Fendahl I   |                 | 29 ottobre 1977   |                 | Image of the Fendahl |
| 10 | Image of the Fendahl II  |                 | 5 novembre 1977   |                 | Image of the Fendahl |
| 11 | Image of the Fendahl III |                 | 12 novembre 1977  |                 | Image of the Fendahl |
| 12 | Image of the Fendahl IV  |                 | 19 novembre 1977  |                 | Image of the Fendahl |
| 13 | The Sun Makers I         |                 | 26 novembre 1977  |                 | The Sun Makers       |
| 14 | The Sun Makers II        |                 | 3 dicembre 1977   |                 | The Sun Makers       |
| 15 | The Sun Makers III       |                 | 10 dicembre 1977  |                 | The Sun Makers       |
| 16 | The Sun Makers IV        |                 | 17 dicembre 1977  |                 | The Sun Makers       |
| 17 | Underworld I             |                 | 7 gennaio 1978    |                 | Underworld           |
| 18 | Underworld II            |                 | 14 gennaio 1978   |                 | Underworld           |
| 19 | Underworld III           |                 | 21 gennaio 1978   |                 | Underworld           |
| 20 | Underworld IV            |                 | 28 gennaio 1978   |                 | Underworld           |
| 21 | The Invasion of Time I   |                 | 4 febbraio 1978   |                 | The Invasion of Time |
| 22 | The Invasion of Time II  |                 | 11 febbraio 1978  |                 | The Invasion of Time |
| 23 | The Invasion of Time III |                 | 18 febbraio 1978  |                 | The Invasion of Time |
| 24 | The Invasion of Time IV  |                 | 25 febbraio 1978  |                 | The Invasion of Time |
| 25 | The Invasion of Time V   |                 | 4 marzo 1978      |                 | The Invasion of Time |
| 26 | The Invasion of Time VI  |                 | 11 marzo 1978     |                 | The Invasion of Time |

## Horror of Fang Rock
- Diretto da: Paddy Russell
- Scritto da: Terrance Dicks
- Dottore: Quarto Dottore (Tom Baker)
- Compagni di viaggio: Leela (Louise Jameson)

### Trama
Tre guardiani del faro affrontano le loro paure più profonde quando qualcosa di strano arriva dal mare, qualcosa che porta la morte a tutto ciò che tocca.

## The Invisible Enemy
- Diretto da: Derrick Goodwin
- Scritto da: Bob Baker & Dave Martin
- Dottore: Quarto Dottore (Tom Baker)
- Compagni di viaggio: Leela (Louise Jameson), K-9 Mk. I (voce: John Leeson)

### Trama
L'equipaggio di uno Space Shuttle si imbatte in una nuvola nello spazio che infetta loro con un virus intelligente. Quando il Dottore risponde alla richiesta d'aiuto della navicella, resta anch'esso infettato.

## Image of the Fendahl
- Diretto da: George Spenton-Foster
- Scritto da: Chris Boucher
- Dottore: Quarto Dottore (Tom Baker)
- Compagni di viaggio: Leela (Louise Jameson)

### Trama
Degli scienziati investigano su un antico teschio, risvegliando involontariamente il Fendahl, un'antica forma di vita temuta anche dai Signori del Tempo.

## The Sun Makers
- Diretto da: Pennant Roberts
- Scritto da: Robert Holmes
- Dottore: Quarto Dottore (Tom Baker)
- Compagni di viaggio: Leela (Louise Jameson), K-9 Mk. I (voce: John Leeson)

### Trama
In un remoto futuro, il pianeta Plutone è diventato abitabile, riscaldato da varie piccole stelle. Tuttavia, il calore è a disposizione solamente delle classi agiate.

## Underworld
- Diretto da: Norman Stewart
- Scritto da: Bob Baker & Dave Martin
- Dottore: Quarto Dottore (Tom Baker)
- Compagni di viaggio: Leela (Louise Jameson), K-9 Mk. I (voce: John Leeson)

### Trama
I superstiti del popolo dei Minyan hanno un antico legame con i Signori del Tempo. Il Dottore deve aiutarli a salvare la loro razza morente.

## The Invasion of Time
- Diretto da: Gerald Blake
- Scritto da: David Agnew (Graham Williams & Anthony Read)
- Dottore: Quarto Dottore (Tom Baker)
- Compagni di viaggio: Leela (Louise Jameson), K-9 Mk. I (voce: John Leeson)

### Trama
Il Dottore ritorna a Gallifrey, avendo reclamato la Presidenza. Egli ordina che Leela venga espulsa dalla Cittadella capitale. Però, in realtà il Dottore ha preso questa decisione per prevenire un disastro provocato dai Sontaran.